# Episteme irenea
Episteme irenea är en fjärilsart som beskrevs av Jean Baptiste Boisduval 1874. Episteme irenea ingår i släktet Episteme och familjen nattflyn. Inga underarter finns listade i Catalogue of Life.